# North Aston
North Aston est une paroisse civile et un village de l'Oxfordshire, en Angleterre.